# Two Nuns and a Pack Mule
Two Nuns and a Pack Mule es el primer y único LP por la banda de noise rock y rock alternativo Rapeman. El relanzamiento, en formato CD, contenía como bonus tracks los cuatro temas de su anterior EP, Budd.

## Lista de canciones
Todas las canciones escritas por Rapeman, excepto donde sea indicado lo contrario.
1. "Steak and Black Onions" - 2:47
2. "Monobrow" - 3:45
3. "Up Beat" - 2:15
4. "Coition Ignition Mission" - 2:23
5. "Kim Gordon's Panties" - 4:17
6. "Hated Chinee" - 2:01
7. "Marmoset" - 1:50 *
8. "Radar Love Lizard" - 2:12 *
9. "Just Got Paid" - 3:35 (originalmente por ZZ Top)
10. "Trouser Minnow" - 4:06
11. "Budd" - 7:29 **
12. "Superpussy" - 2:12 **
13. "Log Bass" - 2:23 **
14. "Dutch Courage" - 2:40 **

*Las pistas de "Marmoset" y "Radar Love Lizard" estaban erróneamente listadas en orden inverso en la lista de canciones del álbum; ésta es la lista correcta.
**Las últimas cuatro canciones son originalmente del anterior EP de Rapeman, Budd. Estos bonus tracks solo aparecen en el re-lanzamiento en formato CD del álbum.

## Créditos
- Steve Albini - guitarra, voz, ingeniero de sonido
- David Wm. Sims - bajo
- Rey Washam - batería
- Fluss - ingeniero de sonido
- Kerry Crafton - ingeniero